# Guido Vaccari
Guido Vaccari (1871 - ?) fou un tenor italià, que es va especialitzar en els papers de l'òpera alemanya.
A La Scala va cantar El caçador furtiu i  Die Walküre i al Constanzi de Roma fou el primer Parsifal italià, l'1 de gener de 1914. La seva es pot escoltar en quatre discs gravats a començaments del segle xx, des de Lohengrin fins a Almaviva de El barber de Sevilla.
Va actuar al Gran Teatre del Liceu de Barcelona.